# Ивановка (Прилузский район)
Ивановка — деревня в Прилузском районе республики Коми в составе сельского поселения Прокопьевка.

## География
Находится в верховьях реки Летка на расстоянии менее 2 километров на северо-запад от центра поселения села Прокопьевка.

## История
Известно с 1873 года, когда здесь было отмечено дворов 13 и жителей 73, в 1905 — 23 и 116, в 1926 — 32 и 187.

## Население
Постоянное население составляло 52 человек (коми 100 %) в 2002 году, 29 — в 2010.